# Флоріс I
Фло́ріс I, граф Голландський (нід. Floris I van Holland; 1030— 1061) — граф Голландський з 1049 до своєї смерті.

## Життєпис
Походив з династії Герульфінгів. Другий син Дірка III, графа Західної Фрисландії (Голландії), та Отелінди Саксонської. Після загибелі брата Дірка IV успадкував владу в графстві. Вимушений був замиритися з Утрехтським і Льєзьким єпископствами, зберігати вірність імператорові Генріху III.
У 1056 році після смерті імператора Флоріс I намагався скористатися послаблення імператорської влади при регентстві Агнес де Пуатьє. Перш за все спробував відвоювати в Вільгельма I фон Вассенберга, єпископа Утрехта, Влардіген, який втратив Дірк IV.
1058 року за наказом регентки імперії проти Флоріса I виступили Анно II, архієпископ Кельна, маркграф Егберт I, і Генріх II, граф Лувену. 1061 року в битві біля Гесдена Флоріс I завдав поразки супротивникам, але невдовзі біля Недергемерту його було раптово атаковано Германом ван Кійком, бургграфом Утрехту, який вбив Флоріса I. Владу успадкував малолітній син останнього Дірк V при регентстві матері.

## Родина
Дружина — Гертруда, донька Бернхарда II, герцога Саксонії
Діти:
- Дірк (1050/1055 — 1091), граф Західної Фризландії (Голландії)
- Флоріс (д/н — до 1061), канонік в церкві Святого Ламберта в Льєжі
- Петер, канонік в церкві Святого Ламберта в Льєжі
- Берта, дружина Людовика VI, короля Франції
- Адель (1045—1085), дружина Бодуена I, графа Гіна